# Abbaye d'Oberschönenfeld
L'abbaye d'Oberschönenfeld est une abbaye cistercienne située à Gessertshausen, dans le Land de Bavière, dans le diocèse d'Augsbourg.

## Histoire
Dès 1186, des béguines sont présentes à Oberschönenfeld. En 1211, Hildegunde von Brennberg devient la première abbesse avec le soutien de l'abbaye de Kaisheim. En 1248, une confirmation papale confirme tous les privilèges religieux. La première église est bâtie en 1262.
Pendant la guerre de Trente Ans, de 1632 à 1648, l'abbaye est pillée et détruite. Les sœurs doivent fuir. De 1718 à 1721, l'abbaye est construite à la mode baroque par le maître d'œuvre Franz Beer et, par la suite, l'église abbatiale. Par ailleurs, de nouvelles règles monastiques sont établies. Oberschönenfeld reste sous la souveraineté supposée du diocèse d'Augsbourg.
En 1803, l'abbaye est dissoute lors de la sécularisation. Elle devient un prieuré et compte jusqu'à cinq sœurs. En 1836, le roi Louis Ier accepte la reformation de l'abbaye. En 1918, Louis III de Bavière donne encore son consentement, l'approbation papale est accordée en 1922. En 1951, de premières missionnaires sont envoyées au Brésil pour fonder l'abbaye d'Itararé.
Après leur désaffectation en 1972, les anciennes écuries deviennent en 1984 un musée régional.

## Source de la traduction
- (de) Cet article est partiellement ou en totalité issu de l’article de Wikipédia en allemand intitulé « Kloster Oberschönenfeld » (voir la liste des auteurs).